# К. Т. Хао
К. Т. Хао (Kuang-Tsai Hao, кит. трад. 郝廣才) — тайванський письменник, редактор, видавець.

## Життя і творчість
Гуанцай Хао народився у місті Тайбей, столиці Тайваню 3 квітня, 1961 року. Отримав юридичну освіту в університеті National Chengchi University [Архівовано 22 листопада 2017 у Wayback Machine.] у 1983 році.
Хао вважає, що:
«Читання — це найкраща забава, а книга з ілюстраціями — найкраща іграшка». 
К. Т. Хао написав такі книги: «One pizza, one penny» (2003), «The 100-th Customer» (2004), «Little stone Buddha» (2005), «Who did this?» (2008), «Seven magic brothers», «The Giant and the Spring», «Dance, Mice, Dance»
Головний редактор публічної компанії ECHO, Тайбей у 1985—1987. Заступник редакційного директора Юань-ліу, публічна компанія у 1987—1992. Керуючий редактор Grimm Press з 1992 року. Член журі Міжнародного книжкового ярмарку «Болонья» у 1996 році. Комітет з членством Інституту Джейн Гудолл, Тайвань, 1997. Член Міжнародної ради з питань книг для молоді. Наразі голова та генеральний директор у Grimm Press Inc.
В американському журналі «Publishers Weekly» творчість K. T. Xao назвали «коміксами (мальованими книгами), що поєднують тайванську і міжнародні практики». Автор переймає досвід міжнародних ілюстрованих книг, не лише розширює світогляд тайванських дітей щодо світової культури, а й навчає давати естетичну оцінку. Авторські права на його книжки з ілюстраціями купують такі країни, як США, Франція, Англія, Канада, Німеччина, Японія, Корея та інші, що дозволяє світові читати найкращі зразки тайванської літератури в ілюстраціях.
К. Т. Хао — не лише один із відомих сучасних авторів дитячої літератури на Тайвані, він також є представником індивідуального стилю, для якого характерний римований текст. Його особливість полягає у поєднанні майстерно підібраної мови та традицій римування, які гармонійно зливаються в єдину історію сьогодення. Автор зображує сильні почуття і вони легко сприймаються маленькими читачами, його сюжет яскравими барвами вирує в уяві. Він із легкістю ознайомлює людей із буденними образами. Автор досконало володіє образною системою, притаманною для оповіді історій. Його доробок присвячений висвітленню тем, що є важливими у житті людини, тому зміст його творів глибокий і цікавий.

## Переклади українською
У 2017 році арт-видавництво Nebo BookLab Publishing презентувало книгу К. Т. Хао «Чи скучила за мною твоя борода?»
«Чи скучила за мною твоя борода?» розповідає про теплоту взаємин між татом та донькою, коли вони знаходяться одне від одного на відстані. Переклала книгу Юлія Смирнова, а ілюстрації намалював Пауло Доменіконі (Paolo Domeniconi).
Якщо говорити про сюжет, то «Чи скучила за мною твоя борода?» — це ніжна, сповнена любові та легкого смутку, телефонна розмова доньки із татом. Про що? Та ж про те, як вони одне за одним скучили. І байдуже, що їх розділяє простір, байдуже, що минають роки, байдуже, бо справжня батьківська любов не минає і не зникає, незважаючи ні на що. І хоча в українському перекладі текст Хао неримований, поетизм вербального та візуального наративів не вловити просто неможливо.
Анотація до книги:
Батьки не можуть постійно бути поряд зі своїми дітьми, але як зробити так, щоб дитина знала, що про неї щохвилини турбуються? У цій книзі любов батьків і дітей зображується через очі, вушко, носик, ротик, руки і рухи. Минає час і приходить період, коли діти починають сумувати, ставлять питання і чекають на відповіді, що їм дарують почуття безпеки. Дитина може зрозуміти, що навіть якщо тато не може завжди бути поряд, він ніколи не перестає любити! 